# Modifikacija vremenskih prilika
Modifikacija vremenskih prilika jest svjesno djelovanje čovjeka na vremenske prilike kako bi ih promijenio, obično na manjem prostoru, npr. kontroliranjem formacije i rasformacije oblaka. Pripada u geoinženjering. Njime se, u načelu, nastoje izbjeći štetne posljedice loših utjecaja vremenskih prilika na ljude ili imovinu.
Danas postojeća istraživanja tehnologije za modificiranje vremenskih prilika mogu se klasificirati u tri kategorije: nastojanja da se poveća sposobnost mora i oceana da povećaju preuzimanje ugljika, povećavanje refleksije oblaka kako bi vraćali veću količinu svjetlosti natrag u svemir i na taj način smanje globalno ili lokalno zagrijavanja, te - što je najčešća tehnologija koja se koristi u poljoprivredi i na lokalitetima skijališta - ubacivanja aerosola u stratosferu kako bi se povećalo kiše ili snijeg, ili modificiraju neku oluju.  
Aktivnosti modifikacije vremena se provode (2022.) u više od 50 zemalja svijeta, a donekle su pravno regulirane Konvencijom Ujedinjenih Naroda o zabrani vojne ili bilo koje druge neprijateljske uporabe tehnika koje mijenjaju okoliš (engl. Environmental Modification Convention, ENMOD) iz 1977. godine, koja je donijeta u vrijeme kada je tehnika modifikacije vremenskih prilika bila još posve nerazvijena. Konvencija nema neke ustanove koje bi je provodila, i upitno je da li je pogodna da se bez izmjena koristi za ozbiljnu regulaciju danas već uznapredovalih tehnologija, koje primjerice u Kini do 2025. god. trebaju obuhvatiti preko pola državnog teritorija.

## Tehnologije modifikacije vremena
Poznavanje prirodnih zakona može pomoći da se izbjegnu određene meteorološke pojave na malom prostoru i uz korištenje tehnološki jednostavnih rješenja, često ublažavanjem određenih vremenskih karakteristika. Tako se na području voćarstva i vinogradarstva nastoji djelovati kako bi se izbjegao štetan utjecaj mraza na biljke. Pušta se široki gusti dim, koji pomaže biljkama da lakše podnesu mraz.[nedostaje izvor]
Sadnjom određenih vrsta drveća može se uspostaviti zaštitni šumski pojas, što smanjuje učinke vjetra. Na taj način smanjuje se isušivanje tla.
Vrijeme se mijenja i kao neželjeni efekt zagađivanja okoliša, osobito atmosfere.
Kišu i druge padaline je moguće umjetno izazvati primjeno složenijih tehnologija zasijavanja oblaka (eng. cloud seeding), za što se ispaljuju posebne rakete u oblake.

## Povijest istraživanja
U SAD, prva istraživanja modifikacije vremena povezana su uz Project Cirrus pokrenut 1940.-ih godina od strane tamošnjih oružanih snaga. 1950.-ih i 1960.-ih se ne bilježi veći rad na takvim istraživanjima, a 1970.-ih se biježe tek skromni pokušaji vezani uz kontroliranje magle na uzletištima. Krajem 1990.-ih godina, obzirom da su civilna istraživanja o korištenju tehnologija bila već uznapredovala, zračne snage SAD-a su pokazale ponovni interes za korištenje tehnika modifikacije vremenskih prilika.
Narednih desetljeća je diljem svijeta nastavljen razvoji tehnologija modifikacija vremena, koji je pratio razvoj spoznaja o meteorologiji i općeniti razvoj znanosti i tehnologije. U nekim slučajevima su istraživanja provođena na netransparentni način, ili kao tajna istraživanja pod okriljem sustava nacionalne sigurnosti raznih država. Stoga se ponekad pojavljuju javne kontroverze vezane uz stvarne ili navodne aktivnosti modifikacije vremena.

## Vanjske poveznice
- Konvencija o zabrani vojne ili bilo koje druge neprijateljske uporabe tehnika koje mijenjaju okoliš (UN) iz 1976. godine (engleski). Kod United States Department of State. Pristupljeno 8. studenog 2024.
- "Regulating the Unknown", United Nations Development Programme, "Signals Spotlight 2023". Pristupljeno 8. studenog 2024.